# アディスの戦い
アディスの戦い（アディスのたたかい、英語: Battle of Adys）は、第一次ポエニ戦争中の紀元前256年に北アフリカのアディス（現在のチュニジアのウティナ）において、カルタゴ軍とマルクス・アティリウス・レグルスに率いられたローマ軍の間で起こった戦闘である。
紀元前256年の初頭にローマは艦隊を編成し、カルタゴの本国がある北アフリカに対する侵攻計画を立てた。ローマ艦隊はこの計画を阻止しようとしたカルタゴ艦隊にエクノモス岬の戦いで勝利し、その結果ローマ軍が北アフリカのボン岬半島に上陸した。ローマ艦隊の大部分はイタリアへ引き返したものの、この年のローマの執政官の一人であるマルクス・アティリウス・レグルスに率いられた総勢15,500人の部隊が冬の間アフリカに留まり、侵攻作戦を継続することになった。
レグルスは春に援軍が到着するまでの間にカルタゴ軍に打撃を与えるべくカルタゴの南東に位置するアディスに進軍した。これに対しハミルカル、ハスドルバル、およびボスタルの3人の将軍に率いられたカルタゴ軍はアディスに近い丘の上に陣地を築いた。これを見たレグルスは軍隊を2つに分割して夜間に行軍し、丘の上のカルタゴ軍に対して夜明けに2方向から奇襲を仕掛けた。ローマ軍の先鋒部隊は押し戻されて丘を下り、カルタゴ軍の追撃を受けたものの、後続の部隊が追撃してきたカルタゴ軍を背後から襲い、撃退することに成功した。丘の上の陣地に残っていたカルタゴ軍の部隊もこれを見るとパニックに陥り、撃退された部隊と同様に逃走した。
戦闘ののち、ローマ軍はカルタゴから16キロメートルしか離れていないチュニスまで進軍し、周辺地域を荒らし回った。この状況に絶望したカルタゴ人は和平を求めたが、レグルスが非常に厳しい条件を提示したために戦争の続行を決意し、数か月後にチュニスの戦いで逆にローマ軍を破ってレグルスを捕らえることに成功した。しかし、この一連のアフリカ戦役後も戦争はシチリアとその近海を中心として続き、ローマの勝利によって決着するまでさらに14年を要した。

## 一次史料
第一次ポエニ戦争のほぼすべての点における主要な情報源は紀元前167年に人質としてローマに送られたギリシア人の歴史家のポリュビオス（紀元前200年頃 - 紀元前118年頃）による著作である。ポリュビオスの著作の中にはすでに失われている戦術書などもあるが、今日において知られている著作は、戦争終結からおよそ1世紀後にあたる紀元前146年以降のある時期に書かれた『歴史』である。ポリュビオスの著作は概ね客観的であり、カルタゴとローマのそれぞれの視点からほぼ中立であると考えられている。
ポリュビオスの記述の正確性については19世紀末以降多くの議論がなされてきたが、現代におけるほぼ一致した見解は、大抵において記述を額面通りに受け入れることが可能というものであり、現代の情報源におけるこの戦争に関する詳細は、ほぼすべてポリュビオスの記述に対する解釈に基づいている。現代の歴史家であるアンドリュー・カリーは、「ポリュビオスは極めて信頼性が高いことが分かる」と評価しており、一方でクレイグ・B・チャンピオンは、ポリュビオスについて「驚くほど広い見識を持ち、精力的で洞察力のある歴史家」と評している。
後世に著されたこの戦争に関する歴史書は他にも存在するものの、それらは断片的、あるいは要約的なものであり、通常は海上での軍事行動よりも陸上での軍事行動の方をより詳細に扱っている。また、現代の歴史家は大抵においてディオドロスやカッシウス・ディオなどの著作も参照しているが、古典学者のエイドリアン・ゴールズワーシーは、「ポリュビオスの記述は他のどの記述とも見解が異なっている場合、通常は優先されるべきものである」と述べている。その他のこの戦争に関する情報源としては、碑文、考古学的証拠、そしてオリュンピアス（三段櫂船の復元船）のような復元による経験的証拠などがある。

## 背景

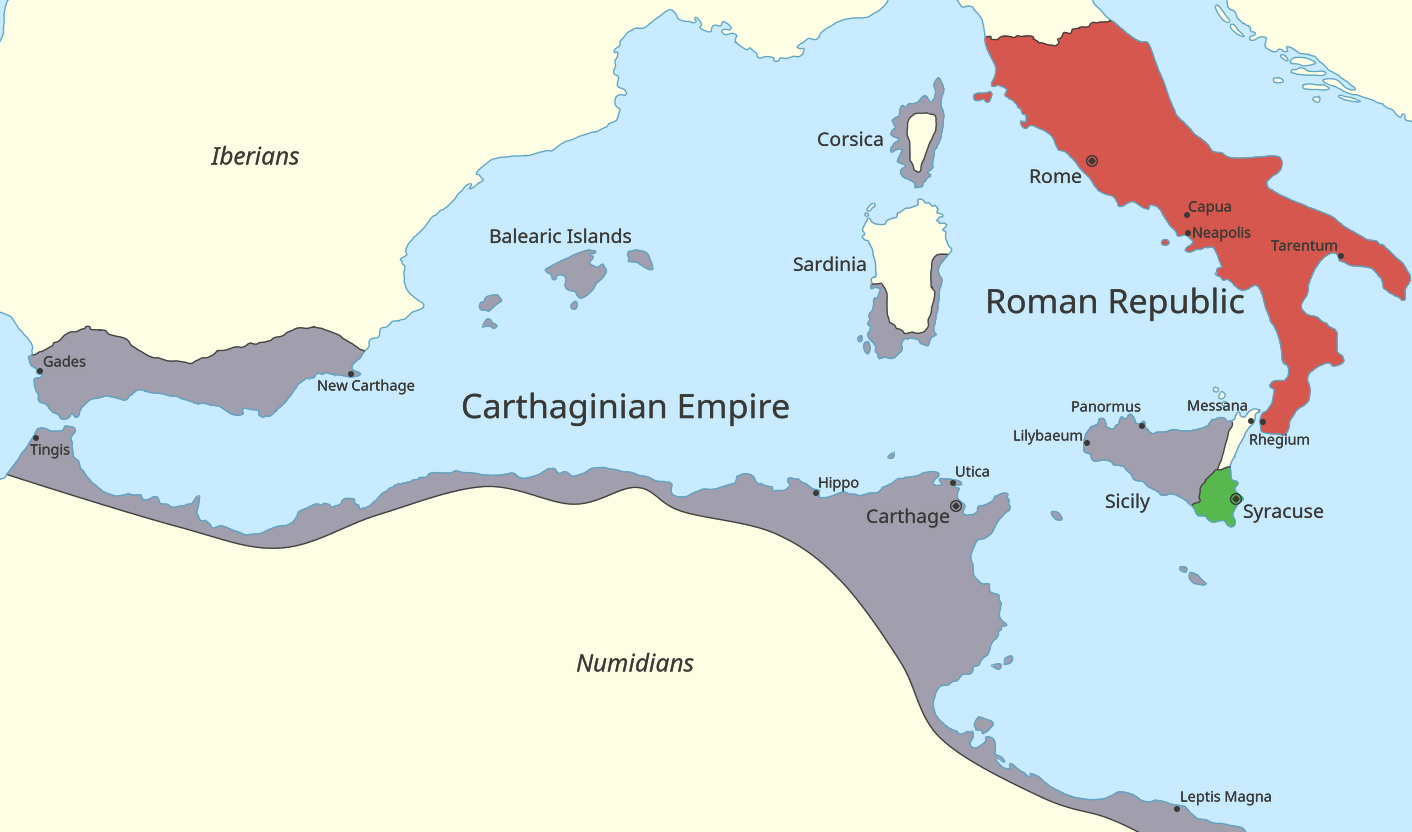
第一次ポエニ戦争の開戦直前の紀元前264年時点における地中海西部の勢力図：ローマは赤、カルタゴは灰色、シュラクサイは緑で示されている

紀元前264年にカルタゴとローマの関係は戦争段階に発展し、第一次ポエニ戦争が始まった。当時のカルタゴは地中海西部を代表する海洋国家であり、その海軍は軍事と商業の両方を支配していた。一方のローマはアルノ川以南のイタリア本土を統一したばかりであった。戦争の直接的な原因はシチリアのメッセネ（現在のメッシーナ）の支配をめぐる争いだったが、より広域的には双方とも当時のシチリアで最も強力な都市国家であったシュラクサイの支配の獲得を望んでいた。その後、紀元前260年までの間にローマは戦争の目標を拡大させ、少なくともシチリア全域の支配の獲得を望むようになった。
カルタゴはローマと戦うにあたって敵の疲弊を待つという伝統的な政策を採用し、戦いで奪われた一部あるいは全部の支配地を将来的にローマから取り戻し、互いに満足のいく講和条約を結ぶことで折り合いをつけたいと考えていた。一方のローマは本質的に陸上を拠り所とする国家であり、陸軍を活用することによってシチリアの支配地を拡大させていった。しかし、カルタゴが強固に要塞化された町や都市を守ることに専念するようになったため、戦争は次第に膠着状態となっていった。ローマは陸軍の力ではカルタゴに勝っていたものの、カルタゴが保持していた町や都市はそのほとんどが海岸沿いにあったため、カルタゴは陸軍を使ってローマ軍に対処する必要もなく海側から軍の支援や補給を受けることができた。その結果、戦争の焦点は海域へと移っていったが、ローマはそれまで海軍を用いた経験がほとんどなく、海軍の必要性を認識した数少ない機会においても大抵の場合はラテン人かギリシア人の同盟市から提供される小規模な海軍の戦隊に頼っていた。このような状況の中、ローマは捕獲に成功したカルタゴの五段櫂船を自らの船の設計図として利用することで紀元前261年末に艦隊の建造に着手した。
その後、ローマ艦隊がミュライ沖の海戦（紀元前260年）とスルキ沖の海戦（紀元前258年）で勝利を収めたことに加え、シチリアの戦況が膠着状態となったことに対する苛立ちを募らせたこともあり、ローマは戦略の重点を海域に移した。そして北アフリカのカルタゴの中核地帯に侵攻し、チュニスの近くに位置する首都のカルタゴを脅かす計画を立てた。また、当時のローマとカルタゴはともに制海権の確立を決意しており、海軍の維持と規模の増強に莫大な資金と人的資源を投入していた。

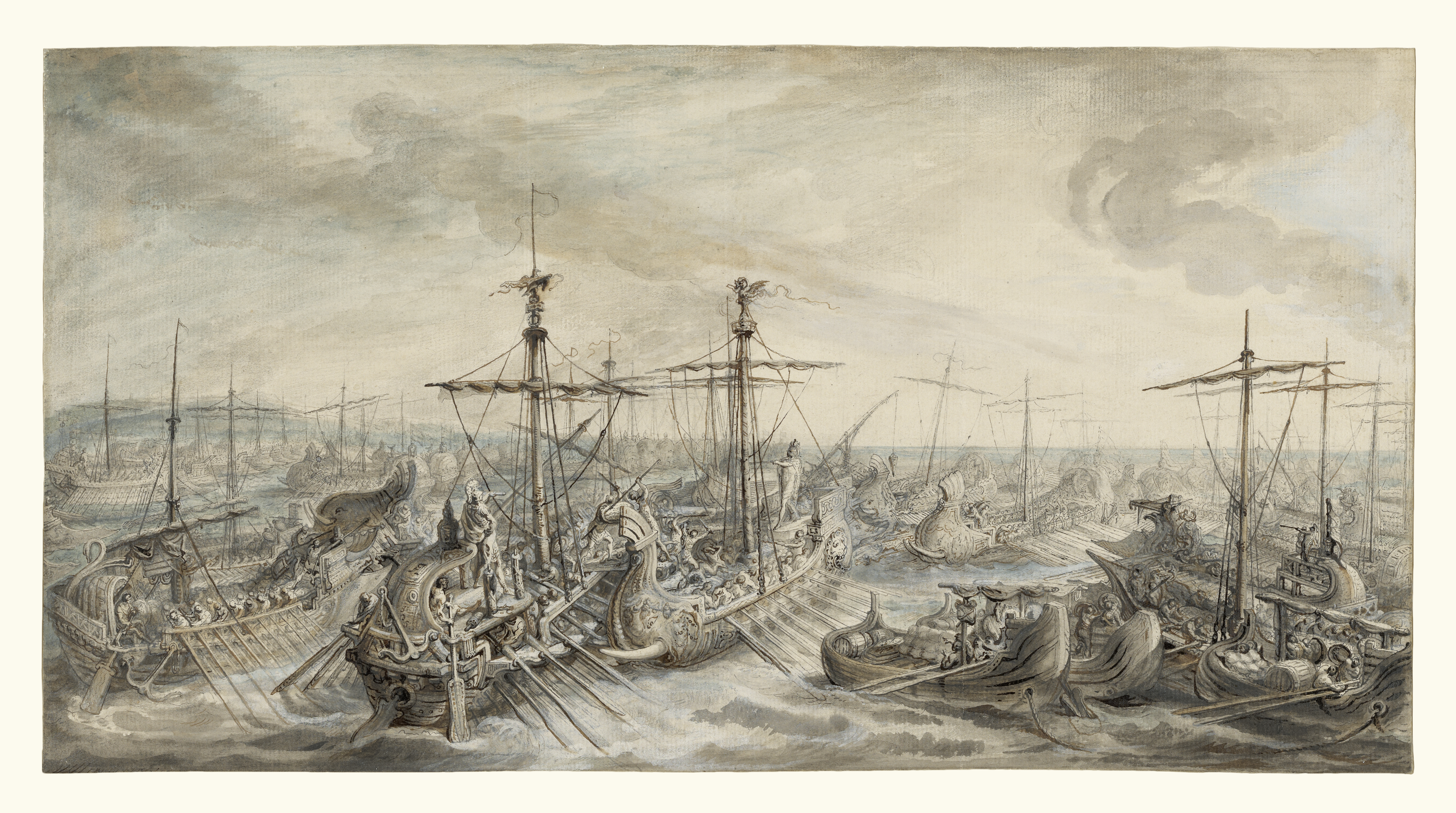
フランスの画家のガブリエル・ド・サン＝トーバンが描いたエクノモス岬の戦い（1763年頃）

紀元前256年の初頭にこの年のローマの執政官であるマルクス・アティリウス・レグルスとルキウス・マンリウス・ウルソ・ロングスに率いられた330隻の軍艦と数の不明な輸送船からなるローマ艦隊がローマの外港であるオスティアから出港した。そしてシチリアに駐留していたローマ軍からおよそ26,000人の軍団兵を選抜して乗船させた。一方のカルタゴもローマの意図を察知し、ローマ艦隊を迎え撃つべく350隻に及ぶ軍艦を大ハンノとハミルカル（ハンニバルの父親のハミルカル・バルカとは別人）の指揮の下でシチリアの南岸沖に集結させた。その後に起こったエクノモス岬の戦いでは29万人の乗組員と海兵を乗せた合計でおよそ680隻に及ぶ軍艦が戦闘に参加した。戦闘で先に主導権を握ったカルタゴ艦隊は自らの優れた操船技術が自軍を優位に導くだろうと期待を抱いたが、戦闘は長時間に及んだ混戦の末にカルタゴ艦隊が敗北するという結果に終わった。沈没で失った軍艦はローマ側が24隻だったのに対しカルタゴ側は30隻に達し、さらに64隻のカルタゴの軍艦がローマ側に捕獲された。

## 戦闘

### 戦いの序章
この海戦の結果、レグルスに率いられたローマ軍が紀元前256年の夏に北アフリカのボン岬半島のアスピス（現在のケリビア）付近に上陸し、その後カルタゴの田園地帯を荒らし始めた。そして2万人の奴隷と「膨大な家畜の群れ」を捕らえ、短期間の包囲を経てアスピスを占領し、さらにカルタゴの多くの属領で反乱を煽った。その一方で10万人を超える兵士を越冬させるだけの補給線を確保することが困難であったためか、ローマの元老院は船舶と軍隊の大部分をシチリアへ帰還させるように命じた。アフリカにはレグルスが残り、40隻の船と15,000人の歩兵、そして500人の騎兵とともに越冬することになった。レグルスは自軍に対し、春に援軍が来るまでの間にカルタゴ軍を弱体化させることを求めた。執政官には大きな裁量権があり、レグルスは襲撃に加えてカルタゴに反抗的な地域を煽り、反乱を起こさせることでこれを達成できると見込んでいた。
レグルスは比較的小規模な部隊で内陸部を攻撃する方法を選び、カルタゴから南東へ60キロメートルに位置するアディス（現在のウティナ）へ進軍してこの都市を包囲した。これに対しカルタゴは将軍のハミルカルを5,000人の歩兵と500人の騎兵とともにシチリアから呼び戻した。そしてローマ軍とほぼ同じ規模を持ち、強力な騎兵隊と戦象を擁する部隊をハミルカル、ハスドルバル、およびボスタルの3人の将軍の下に集結させた。

### 軍隊の構成

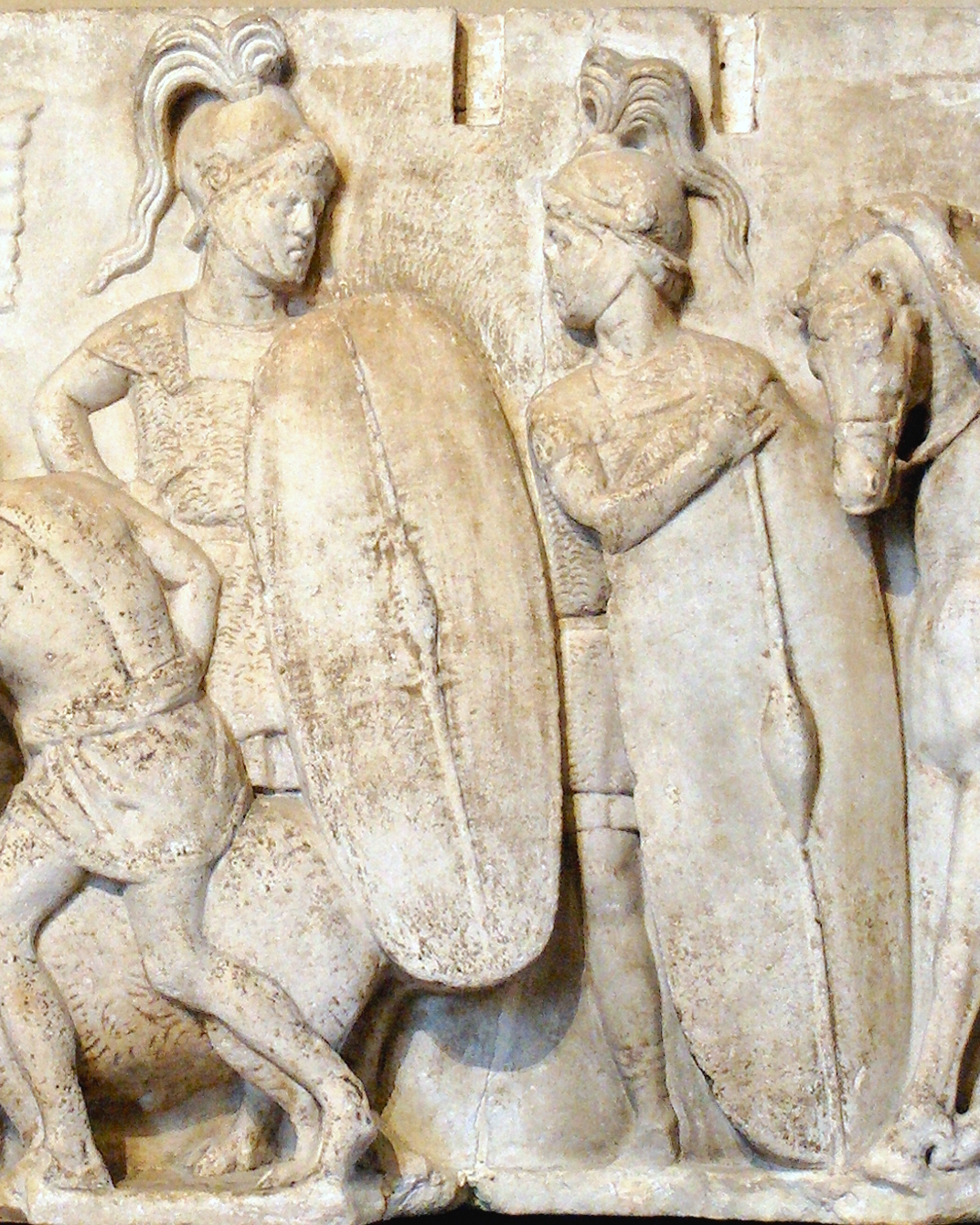
2人のローマ軍の歩兵が彫られている紀元前2世紀に製作されたドミティウス・アヘノバルブスの祭壇の細部

ほとんどの男性のローマ市民は兵役に就く義務があり、主に歩兵として従軍したが、少数のより裕福な市民は騎兵として従軍した。伝統的にローマは毎年4,200人の歩兵と300人の騎兵からなる軍団を2つ編成していた。一部の少数の歩兵は投槍で武装した散兵として従軍し、残りは重装歩兵として鎧、大きな盾、そして刺突用の短剣を装備していた。軍団は3つの隊列に分けられ、最前列は2本の投槍を携え、第2、第3の隊列は代わりに突槍を携えていた。また、軍団に属する小部隊も個々の軍団兵も当時において一般的であった密集隊形と比べると比較的散開した陣形で戦っていた。軍隊は通常、ローマ軍団と同盟市（ソキイ）から提供される類似した規模と装備を持つ軍団を組み合わせる形で編成された。
アディスの戦いにおける15,000人のローマ軍の歩兵がどのような構成となっていたのかは明らかではないが、現代の学者であるジョン・レーゼンビーは、2つのローマ軍団と2つの同盟市の軍団からなる敵軍よりわずかに兵力で劣る4つの軍団で構成されていたのではないかと推測している。また、意外なことにこの時レグルスはカルタゴに対して反抗的な町や都市から兵士を呼び込もうとしなかった。これはアフリカでカルタゴと戦う軍隊を率いた経験のある人物を含む他のローマの将軍たちとは異なる態度だった。レグルスがこのような態度を取った理由は明らかではなく、レーゼンビーは、特に不足していた騎兵を補わなかったことについては不可解であると述べている。
一方のカルタゴの男性市民の大部分はカルタゴ市内に居住しており、これらの市民は都市に直接的な脅威が及んだ場合にのみ軍に加わった。カルタゴの市民兵は長い突槍で武装し、鎧で十分に身を固めた重装歩兵として戦った。しかし、カルタゴ市民の重装歩兵は十分には訓練されておらず、規律にも欠けていたことでよく知られていた。その一方でカルタゴは軍隊を編成する際にほとんどの場合において外国人を採用した。これらの外国人兵士の多くは北アフリカ出身者であり、大きな盾、兜、短剣、および長い突槍を装備した密集隊形の歩兵、投槍を装備した軽装歩兵の散兵、槍を携えた密集隊形の突撃騎兵（重装騎兵としても知られる）、そして接近戦を避け遠距離から投槍を投げる軽装騎兵の散兵といったいくつかの種類の戦闘要員を供給した。ヒスパニアとガリアからは数は少ないものの経験豊富な歩兵が供給されていた。これらの歩兵は鎧を装着していなかったが、猛烈な突撃を見せる一方で戦闘が長引くと離脱するという評判があった。カルタゴ人の歩兵の大半はファランクスの名で知られる密集した陣形で戦い、通常は2列か3列の隊列を組んでいた。専門の投石兵はバレアレス諸島から頻繁に集められていたが、アディスの戦いに参加していたのかどうかは明らかではない。また、当時の北アフリカの森林にはアフリカ原産のマルミミゾウが生息しており、カルタゴ人はこれらの象を頻繁に戦象として活用していた。
アディスの戦いにおけるカルタゴ軍の構成について詳しいことはわかっていないものの、数か月後に起こったチュニスの戦いではカルタゴ軍は100頭の戦象、4,000人の騎兵、そして12,000人の歩兵を投入しており、その中には5,000人に及ぶシチリアからの経験豊富な軍人と多くの市民兵が含まれていたと考えられている。

### 交戦
ローマ軍がこれ以上田園地帯を荒らし回るのを阻止しようと決意したカルタゴ軍はアディスまで進軍し、都市の近くの岩がちな丘に要塞化された陣地を築いた。この行動はアディスの周辺の開けた土地で性急に決戦に及ぶことを避けたかったためだとみられている。ポリュビオスはカルタゴ軍のこの決断を批判しており、その理由として、ローマ軍と比較した場合のカルタゴ軍の主な強みは騎兵と戦象の存在にあり、これらはいずれも自軍の陣地の背後や急斜面、あるいは荒れた地形では有利に展開することができなかったためだと述べている。現代の学者であるジョージ・ティップスもこの軍団の配置を騎兵と戦象の「完全に誤った使い方」であると述べているが、別の何人かの学者はカルタゴの将軍たちは自軍を野戦に展開した場合の強みを十分に理解していたはずであり、敵を偵察して作戦を練っている間、自軍を強固な陣地に留めておくことは明らかな誤りと言えるほどの選択ではなかったと指摘している。また、この戦いに投入された軍隊は新たに編成されたばかりであり、まだ十分な訓練も行われておらず、共同作戦にも慣れていなかった。

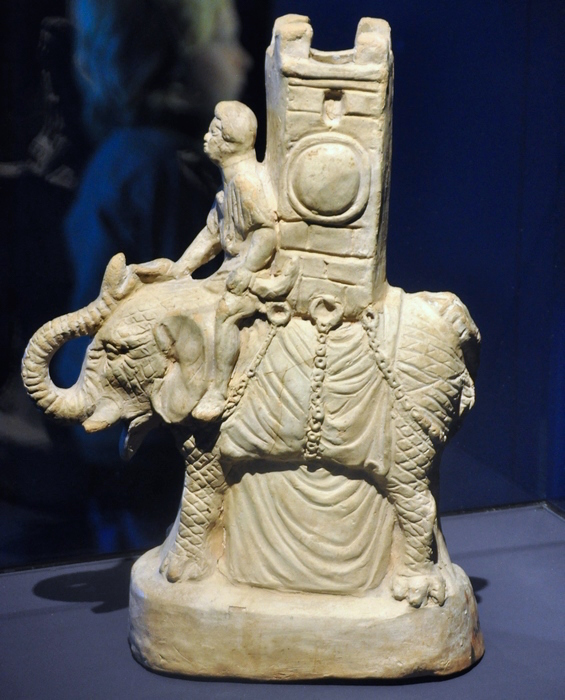
ポンペイから出土した古代ローマ時代の戦象の彫像

要塞化された丘の陣地からカルタゴ軍がレグルスとその軍隊を見下ろす中、レグルスは速やかに軍を2つに分割した。そしてそれぞれの部隊を夜間に行軍させ、夜明けに敵の陣地へ奇襲を仕掛けるという大胆な決断を下した。ジョージ・ティップスはこの作戦について、レグルスの「向こう見ずな」性格を証明するものだと述べている。このローマ軍による攻撃はすでに対策が施されていた丘の上の陣地に対して向けられたものだったが、カルタゴ軍にとっても2方向からの攻撃に対処するのは容易なことではなかった。双方のローマ軍の部隊は予定通りの時刻に配置につき、同時ではなかったとみられるものの、敵陣へ攻撃を仕掛けることに成功した。しかし、カルタゴ軍も大部分は陣形を整えており、少なくともローマ軍の片方の部隊の攻撃に対処することができたため、完全な不意打ちには至らなかった。カルタゴ軍と交戦したローマ軍の縦隊の先鋒は押し戻され（確かな場所は分からないものの、カルタゴ軍の陣地の防衛線でのことと思われる）、混乱状態の中で丘の下へ追いやられた。状況は混乱し、陣地にいた残りのカルタゴ兵は効果的な行動を取ることができず、敵軍を押し返した味方との連携を取ることもできなかった。軍事史家のナイジェル・バグナルは、騎兵と戦象は陣地の防衛、あるいは丘の荒れた地形では役に立たないと判断されたため、速やかに退避させられたと指摘している。
カルタゴ軍は奇襲を仕掛けたローマ軍の先鋒を追撃して丘から追い出した。これに対し後続していたローマ軍はカルタゴ軍の陣地を攻撃せず、今や戦列が伸びていたカルタゴ軍の後方を狙って坂を下りながら追撃中の敵軍を攻撃した。さらに、ローマ軍を追撃したカルタゴ軍の集団は丘を離れた後にローマ軍の予備兵によって正面から反撃に見舞われた可能性もある。いずれにせよ、さらなる戦闘が続いた後に陣地を離れたカルタゴ軍は戦場から逃走した。この時、丘の上の陣地にいたカルタゴ兵は陣地を突破されていなかったにもかかわらずパニックに陥り、同様に逃亡した。ローマ軍はしばらくの間カルタゴ軍を追撃したが、途中で追跡を打ち切り、丘の上の敵の陣地を略奪した。ポリュビオスはカルタゴ軍の損害について数字を残していないが、現代の学者は、カルタゴ軍の騎兵と戦象については損害はなかったか、あったとしてもごく僅かだったと推測している。

## 戦闘後の経過

紀元前256年
1: ローマ軍の上陸とアスピスの占領
2: アディスの戦いでローマ軍が勝利
3: ローマ軍のチュニス占領
紀元前255年
4: クサンティッポスに率いられた大規模な軍隊がカルタゴから出発
5: チュニスの戦いでローマ軍が敗北
6: ローマ軍のアスピスへの退却とアフリカからの撤退

ローマ軍は勝利したのち、カルタゴからわずか16キロメートルしか離れていないチュニスを含む多くの町を占領した。そしてすぐにチュニスからカルタゴの周辺地域に対する襲撃に乗り出し、地域内を荒廃させた。北アフリカにおけるカルタゴの属領の多くはこれを好機と捉えて反乱を起こした。カルタゴの町はレグルスの軍隊や反乱軍から逃れた避難民で溢れ返り、食糧も底を突いた。この状況に絶望したカルタゴ人は和平を求めたが、完全な勝利を目前にしていたレグルスは過酷な条件を突きつけた。具体的にはシチリア、サルディニア、およびコルシカをローマに引き渡すこと、ローマが支出した戦費をすべて負担すること、毎年ローマに貢納金を支払うこと、ローマの許可なく宣戦布告や講和をしてはならないこと、海軍を軍艦1隻のみに制限すること、ただし、ローマ側の要求に応じて50隻の大型の軍艦を提供することというものだった。カルタゴ人はこれらの条件を全く受け入れられないと判断し、戦争の続行を決意した。
カルタゴは軍の訓練をスパルタ人傭兵の指揮官であったクサンティッポスに委ねた。そのクサンティッポスは紀元前255年に12,000人の歩兵、4,000人の騎兵、そして100頭の戦象からなる軍隊を率い、チュニスの戦いでローマ軍に決定的な勝利を収めた。戦闘に敗れたローマ軍のうち、およそ2,000人がアスピスに退却し、レグルスを含む500人が捕らえられ、残りは殺害された。その一方でクサンティッポスは自分よりも能力で劣るカルタゴ軍の指揮官たちの妬みを恐れ、報酬を受け取るとギリシアへ帰って行った。
ローマはアフリカに残された生存者を退避させるために艦隊を派遣し、一方のカルタゴはこのローマの作戦を阻止しようとした。しかし、北アフリカ沖のヘルマエウム岬の海戦でカルタゴ艦隊は大敗を喫し、114隻の船舶がローマ艦隊に捕獲された。しかし、ローマ艦隊もイタリアへ帰還する途中で嵐によって壊滅的な打撃を受け、総数464隻の船舶うち384隻が沈没し、ローマ人以外のラテン人同盟者が大部分を占めていた10万人の兵士も失われた。戦争はさらに14年にわたり主としてシチリアとその近海で続いたが、最終的にローマが勝利を収めた。終戦に際して締結された講和条約でローマがカルタゴに提示した条件は以前にレグルスが要求した条件よりも寛大なものだった。しかし、どちらの国が地中海西部の覇権を握るのかという問題は未解決のまま残り、両者の争いは紀元前218年に当時ローマの保護下にあったイベリア半島東部の町であるサグントゥムをカルタゴ軍が包囲し、第二次ポエニ戦争が勃発したことによって再開された。